# Phineas e Ferb (4.ª temporada)
A quarta temporada de Phineas e Ferb foi anunciada oficialmente em 25 de Agosto de 2011. Estreou nos Estados Unidos em 7 de dezembro de 2012 com os episódios "Somente Para o Seu Gelo" e "Feliz Ano Novo!". No Brasil, ela estreou somente com este último, em 30 de dezembro de 2012, e a estreia oficial aconteceu em 20 de maio de 2013, com "Perry Primitivo". Estreou em 1 de maio de 2013 em Portugal
Em 9 de novembro de 2011, foi relevado que a quarta temporada terá episódios inéditos até 2014. Dentre os episódios desta temporada, estarão inclusos um musical com a banda de um sucesso só, Phineas e Ferb no Tom, uma comemoração do Dia do Ornitorrinco, um especial de inverno com esportes da estação, uma celebração de Ano Novo, e um crossover com o Universo Marvel.

## Vozes dos personagens

### Principal
| Personagem                    | Voz original         |
| ----------------------------- | -------------------- |
| Phineas Flynn                 | Vincent Martella     |
| Ferb Fletcher                 | Thomas Sangster      |
| Candace Flynn                 | Ashley Tisdale       |
| Linda Flynn-Fletcher          | Caroline Rhea        |
| Dr. Heinz Doofenshmirtz       | Dan Povenmire        |
| Perry o ornitorrinco Agente P | Dee Bradley Baker    |
| Major Francis Monogram        | Jeff "Swampy" Marsh  |
| Carl, o estagiário            | Tyler Alexander Mann |

## Episódios
| N.º geral | N.º na temp. | Título                                                                     | Dirigido por                    | Escrito por | Exibição original       | Cód. de produção | Audiência EUA (milhões) |
| --- | ------------ | -------------------------------------------------------------------------- | ------------------------------- | --- | ----------------------- | ---------------- | ----------------------- |
| 175 | 1            | "For Your Ice Only"                                                        | Robert F. Hughes                | Eddie Pittman & Joshua Pruett | 7 de dezembro de 2012   | 402a             | 3.70                    |
| Phineas e Ferb criam o "Hóquei Z-9" para levar o hóquei à níveis extremos durante o intervalo de um amistoso dos Gelados de Danville, com uma assistência do jogador da National Hockey League Luc Robitaille. Enquanto isso, Doofenshmirtz conclui que ele era bonzinho demais, então decide criar o "Abominável-inator" capaz de torná-lo malvado como o Abominável Homem das Neves para dominar a Área dos Três Estados, deixando-o maior, mais assustador e mais peludo. |              |                                                                            |                                 | |                         |                  |                         |
| 176 | 2            | "Happy New Year!"                                                          | Sue Perrotto                    | Antoine Guilbaud & Kazimieras G. Prapuolenis | 7 de dezembro de 2012   | 402b             | 3.70                    |
| Phineas e Ferb planejam sua própria "queda da bola" na véspera de Ano-Novo, com uma esfera multi-dimensional personalizada, enquanto Candace faz uma promessa de não tentar flagrar seus irmãos até que o relógio bata meia-noite. |              |                                                                            |                                 | |                         |                  |                         |
| 177 | 3            | "Fly On the Wall"                                                          | Sue Perrotto                    | Aliki Theofilopoulos Grafft & John Mathot | 11 de janeiro de 2013   | 401a             | 3.39                    |
| Buford tira uma parte de um pneu balançante gigante que Phineas e Ferb fizeram, o que acaba por emitir um raio laser que transforma Candace numa mosca e Doofenshmirtz tem uma crise de cientista malvado em que não consegue mais criar um inator, devendo contar com a ajuda de seu inimigo Agente P para obter criatividade. |              |                                                                            |                                 | |                         |                  |                         |
| 178 | 4            | "Bully Bust"                                                               | Sue Perrotto                    | Bernie Petterson & J. G. Orrantia | 18 de janeiro de 2013   | 403a             | 2.99                    |
| Candace desafia Buford a conseguir que a nova invenção de Phineas e Ferb, um dente gigante e explorável, não suma de qualquer maneira. Enquanto isso, Doofenshmirtz bebe vários copos de café com leite de soja e cafeína extra para experienciar uma grande descarga de energia má, enquanto usa seu "Esponjo-plexo-endro-picle-inator", que envia pessoas à órbita. |              |                                                                            |                                 | |                         |                  |                         |
| 179 | 5            | "My Sweet Ride"                                                            | Robert F. Hughes                | Chris Headrick & Mike Diederich | 1 de fevereiro de 2013  | 401b             | 3.77                    |
| É o Blues Hop de Danville e seu show de carros, e a cidade inteira está se preparando para isso, se vestindo de acordo com o tema desse ano: os Anos 50. O sonho de ter um carro de Candace se realiza, no entanto não é da maneira que ela espera. Enquanto isso, Doofenshmirtz conserta um carro antigo de Drusselstein que seu tio tinha e está pronto para ganhar o concurso, claro que tendo uma pequena ajuda de seu "Enferruginator", que transforma qualquer carro em ferrugem. |              |                                                                            |                                 | |                         |                  |                         |
| 180 | 6            | "Der Kinderlumper"                                                         | Robert F. Hughes                | Michael B. Singleton & Mike Diederich | 15 de fevereiro de 2013 | 404a             | 3.14                    |
| Após acordar, Doofenshmirtz decide que ele conseguirá dominar a Área dos Três Estados apenas se ele se tornar o Kinderlumper, um gigante e temido troll da mitologia drusselsteiniana, e então assustar Roger para dar-lhe o comando da área. Enquanto isso, Candace é escolhida como a princesa da beterraba e tem por direito iniciar a corrida de chinchilas da cidade, tendo Phineas e Ferb construído veículos com temática de beterraba. |              |                                                                            |                                 | |                         |                  |                         |
| 181 | 7            | "Sidetracked"                                                              | Robert F. Hughes & Sue Perrotto | Kaz, Kim Roberson, Aliki Theofilopoulos Grafft & John Mathot                                                                                            | 1 de março de 2013      | 406              | 2.98                    |
| Perry se une à antiga agente humana da O.S.U.S.B., Lyla Lolliberry, para acabar com o plano que o Professor Parapeito trocou com Heinz Doofenshmirtz. Ao qual envolve o símbolo da união do Canadá com os Estados Unidos, Albert o Alce, um trem lotado de passageiros e a gloriosa comemoração do dia do Canadá. |              |                                                                            |                                 | |                         |                  |                         |
| 182 | 8            | "Primal Perry"                                                             | Robert F. Hughes                | Joshua Pruett & Kyle Menke | 2 de março de 2013      | 408              | N/A                     |
| Perry deve se enfrentar com Liam McCracken, um australiano caçador de ornitorrincos contratado por Heinz para prendê-lo. Mas Doof acaba sendo posto na mira dele e, consequentemente, Perry deve salvá-lo e também se salvar. Enquanto isso, Phineas e Ferb ajudam Baljeet a tomar decisões construindo um gerador de probabilidades infinitas, que clona-o para poder experimentar todas as opções, sem ser afetado pelas consequências disso. |              |                                                                            |                                 | |                         |                  |                         |
| 183 | 9            | "Mind Share"                                                               | Robert F. Hughes                | Michael B. Singleton & Mike Diederich | 5 de abril de 2013      | 407b             | 3.24                    |
| Os garotos trocam suas mentes com turistas alienígenas pensando que iriam realizar viagens paradisíacas pela galáxia, até descobrirem que foram ludibriados por prisioneiros de uma prisão intergaláctica. Enquanto isso, Doofenshmirtz cria botas especiais que faz dele um exímio dançarino de quadrilha para impressionar sua nova paixão que encontrara na internet. |              |                                                                            |                                 | |                         |                  |                         |
| 184 | 10           | "Backyard Hodge Podge"                                                     | Sue Perrotto                    | Aliki Theofilopoulos Grafft & John Mathot | 19 de abril de 2013     | 403b             | 2.59                    |
| Os meninos reciclam partes de ideias anteriores para criar uma grande invenção misturada e Doofenshmirtz, após saber que sua nova invenção para a oftalmologia está sendo usada para o bem, cria o "Embaça-Olho-Inator" para turvar a visão de todos e utilizarem seu invento mais vezes, ganhando mais dinheiro para o mal. |              |                                                                            |                                 | |                         |                  |                         |
| 185 | 11           | "Bee Day"                                                                  | Sue Perrotto                    | Antoine Guilbaud & Kaz | 26 de abril de 2013     | 405a             | 2.44                    |
| Durante o Festival das Abelhas da cidade, Phineas e Ferb constroem uma gigante piscina inflável após sua mãe relembrar-se sobre os velhos tempos em que Candace ainda era uma criança. Enquanto isso, Candace descobre seu lado "Emo" e Doofenshmirtz deseja ser o soberano das abelhas usando feromônios. |              |                                                                            |                                 | |                         |                  |                         |
| 186 | 12           | "Bee Story"                                                                | Sue Perrotto                    | Bernie Petterson & J. G. Orrantia | 26 de abril de 2013     | 405b             | 2.44                    |
| Isabella e as Garotas Companheiras tentam ganhar o distintivo de Guarda-Abelhas transformando a si mesmas em abelhas com uma modificação da máquina de sorbet de Phineas e Ferb. Enquanto isso, Poofenplotz tenta ser a rainha do mundo roubando e bebendo geléia real. |              |                                                                            |                                 | |                         |                  |                         |
| 187 | 13           | "Great Balls Of Water"                                                     | Sue Perrotto                    | Aliki Theofilopoulos Grafft & John Mathot | 7 de junho de 2013      | 410a             | 3.29                    |
| Quando Candace acha que Jeremy está entediado com seus locais frequentados de costume, ela sai em busca de algo único para fazer com ele. Enquanto isso, Phineas e Ferb surfam pela cidade em uma bola gigante de água e Doofenshmirtz planeja usar seu "Dupla-Negação-inator" para convencer seu restaurante local em dar-lhe uma bebida de inverno, que geralmente não é servida durante o verão. |              |                                                                            |                                 | |                         |                  |                         |
| 188 | 14           | "Where's Pinky?"                                                           | Robert F. Hughes                | Eddie Pittman & Joshua Pruett | 7 de junho de 2013      | 410b             | 3.29                    |
| Depois que Pinky desaparece, Phineas e Ferb criam um capacete que amplia os sentidos de Buford para os de um cão. Entretanto, a máquina funciona tão bem que as identidades secretas dos agentes animais são postas em perigo. Enquanto isso, Candace tenta encontrar-se com Jeremy para um almoço na prefeitura, porém ela fica presa em um tour obrigatório. |              |                                                                            |                                 | |                         |                  |                         |
| 189 | 15           | "Phineas and Ferb's Musical Cliptastic Countdown Hosted by Kelly Osbourne" | Kim Roberson (sem créditos)     | Bobby Gaylor(sem créditos) | 28 de junho de 2013     | 440              | 3.12                    |
| O Dr. Doofenshmirtz e o Major Monogram decidiram revelar os 10 maiores números musicais das temporadas 2 e 3, mas logo descobrem que a apresentadora de celebridades Kelly Osbourne foi contratada para preencher o papel. Recusando-se a se submeter a tocar o segundo violino, Doofenshmirtz tem como missão frustrar Kelly até Perry o ornitorrinco se esforçar para impedir que seu inimigo arruíne todo o show. |              |                                                                            |                                 | |                         |                  |                         |
| 190 | 16           | "Knot My Problem"                                                          | Sue Perrotto                    | Antoine Guilbaud & Kaz | 5 de julho de 2013      | 407a             | 2.64                    |
| Os garotos tentam desatar um gigante Nó Górdio e Candace acha que será fácil dedurá-los a sua mãe já que eles pediram para chamá-la se ficarem presos em sua invenção. Até que ela se torna obcecada em descobrir o que há dentro de um cofre de Jeremy. Enquanto isso, Doof planeja eliminar todos os restaurantes self-service da Área dos Três Estados com seu "Come-Tudo-Inator". |              |                                                                            |                                 | |                         |                  |                         |
| 191 | 17           | "Just Desserts"                                                            | Robert F. Hughes                | Kaz & Kim Roberson | 5 de julho de 2013      | 404b             | 2.64                    |
| Candace ajuda Isabella a gravar o livro falado das Garotas Companheiras para fazer com que seus irmãos continuem a construir uma colossal parede de escalada para, então, conseguir fritá-los. Enquanto isso, Doofenshmirtz cria seu "Traz-A-Sobremesa-Inator", que faz com que as pessoas parem o que estejam fazendo para trazerem a sobremesa. |              |                                                                            |                                 | |                         |                  |                         |
| 192 | 18           | "La Candace-Cabra"                                                         | Sue Perrotto                    | Bernie Petterson & J. G. Orrantia | 12 de julho de 2013     | 409a             | 2.69                    |
| Os meninos estão decididos a provar ao mundo a existência do indescritível Chupacabra, mas Candace não consegue ficar na espera e precisa provar isso para a mãe primeiro. Enquanto isso, Doofenshmirtz tem a brilhante ideia de usar o Troca-de-Lugar-Inator para remover os pêlos de uma pessoa e dá-los a outra, para que ele possa vender o seu tônico capilar. |              |                                                                            |                                 | |                         |                  |                         |
| 193 | 19           | "Happy Birthday, Isabella"                                                 | Robert F. Hughes                | Kaz & Kim Roberson | 12 de julho de 2013     | 409b             | 2.69                    |
| Phineas, Ferb e seus amigos comemoram o aniversário de Isabella em grande estilo, mas tudo o que ela realmente quer é um tempo a sós com Phineas. Enquanto isso, Doofenshmirtz quer se livrar de tudo que ele odeia com o seu "Insetinator", que transforma tudo o que atingir em insetos. |              |                                                                            |                                 | |                         |                  |                         |
| 194 | 20           | "Love at First Byte"                                                       | Sue Perrotto                    | Eddie Pittman & J. G. Orrantia | 2 de agosto de 2013     | 414a             | 2.83                    |
| Preocupada com a organização da festa do quarteirão, Linda deixa Phineas e Ferb organizarem um final memorável a ela, o que deixa Candace impossibilitada de dedurá-los. Na festa, Doofenshmirtz tenta ajudar seu robô Norm a conquistar uma namorada robô, porém o nervosismo consegue dominá-lo. |              |                                                                            |                                 | |                         |                  |                         |
| 195 | 21           | "One Good Turn"                                                            | Robert F. Hughes                | Edward Rivera & Mike Diederich | 9 de agosto de 2013     | 414b             | 3.31                    |
| Motivadas por uma heroína de um filme, Candace e Stacy sentem-se competitivas e juntam-se contra outras equipes na Pista de Obstáculos de Phineas e Ferb. Do outro lado da cidade, Doofenshmirtz planeja humilhar seu irmão, o Prefeito, usando seu novo 90-graus-inator nele para que insulte involuntariamente o Prefeito de Stumblegimp e seja forçado a realizar a vergonhosa "Dança da Contriçãon" para fazer as pazes. |              |                                                                            |                                 | |                         |                  |                         |
| 196 | 22           | "Phineas and Ferb: Marvel Mission"                                         | Robert F. Hughes & Sue Perrotto | Kyle Menke, Joshua Pruett, Kim Roberson, Kaz, J. G. Orrantia, Eddie Pittman, Bernie Petterson & Antoine Guilbaud                                        | 16 de agosto de 2013    | 411/412          | 3.76                    |
| Homem-Aranha, Homem de Ferro, Thor e Hulk vão para Danville após o último "inator" do Dr. Doofenshmirtz remover acidentalmente seus poderes e imobilizá-los. Agora cabe a Phineas e Ferb se unirem aos Super-Heróis da Marvel para ajudá-los a recuperar seus poderes e derrotar os vilões Marvel - Caveira Vermelha, Chicote Negro, Venom, e MODOK - que estão trabalhando em conjunto com o Dr. Doofenshmirtz para usar sua tecnologia de drenagem para estabelecer o caos. |              |                                                                            |                                 | |                         |                  |                         |
| 197 | 23           | "Thanks But No Thanks"                                                     | Sue Perrotto                    | Antoine Guilbaud & Kaz | 13 de setembro de 2013  | 413a             | 2.51                    |
| Candace descobre que uma de seus vizinhas testemunhou todas as invenções de Phineas e Ferb feitas durante o verão, assim, ela tenta levar sua mãe para que a vizinha lhe conte tudo. Carl quer obter um simples obrigado de Major Monograma por tudo o que fez, assim, Monty tenta ajudá-lo. Enquanto isso, o Dr. Doofenshmirtz cria o seu "Inchaço-inator" para silenciar o seu vizinho que toca a gaita de fole todos os dias. |              |                                                                            |                                 | |                         |                  |                         |
| 198 | 24           | "Troy Story"                                                               | Robert F. Hughes                | Mike Diederich & Michael B. Singleton | 20 de setembro de 2013  | 413b             | 2.55                    |
| Phineas e Ferb recriam a Guerra de Troia e Candace aproveita para evitar a leitura do livro com a história real. Enquanto isso, Dr. Doofenshmirtz cria o Desbagunçar-Inator para arrumar todos os seus pertences que foram recolhidos há mais de 40 anos. |              |                                                                            |                                 | |                         |                  |                         |
| 199 | 25           | "Druselsteinoween"                                                         | Robert F. Hughes                | Kyle Menke & Mike Diederich | 4 de outubro de 2013    | 419a             | 2.65                    |
| Quando Vanessa descobre que Doofenshmirtz herdou um castelo drusselsteiniano ao lado dela, ela aproveita a oportunidade para lançar a maior festa de Halloween de todos os tempos. A cidade inteira está lá, incluindo Phineas e Ferb, que atuam como planejadores de festas e DJs do evento. Enquanto isso, Doofenshmirtz pede a Perry que o ajude a encontrar um grande tesouro escondido que sua Grande Tia colocou em algum lugar dentro do castelo. |              |                                                                            |                                 | |                         |                  |                         |
| 200 | 26           | "Terrifying Tri-State Trilogy of Terror"                                   | Robert F. Hughes                | Mike Bell, Kim Roberson, Aliki Theofilopoulos Grafft & John Mathot                                                                                      | 5 de outubro de 2013    | 418              | 3.02                    |
| Nesta trilogia de histórias bizarras, Candace acidentalmente invoca um feitiço que dá vida ao seu boneco do Patinho Momo, que começa a persegui-la pela casa, Doof encontra a inexplicável Cabeça Flutuante de Bebê Gigante que garante desejos amaldiçoados e Phineas, Ferb, e seus amigos confrontam um bando de clones de ornitorrinco do mal que estão destruindo a cidade. |              |                                                                            |                                 | |                         |                  |                         |
| 201 | 27           | "Face Your Fear"                                                           | Robert F. Hughes                | Bernie Petterson & Joshua Pruett | 11 de outubro de 2013   | 419b             | 2.14                    |
| Doofenshmirtz cria uma teoria na qual aumentar o tamanho de animais fofos e pequenos em bestas gigante irá ajudá-lo a dominar a Área dos Três Estados. Mas ao ver que seu plano sai do controle, ele deverá encarar seu pior medo. Enquanto isso, Phineas e Ferb criam uma gigantesca cidade feita de espuma para fazer manobras de skate mais seguras, e a ida de Candace ao Laboratório Espacial de Danville pode dar a ela a oportunidade de dar aos seus irmãos um flagra tecnológico. |              |                                                                            |                                 | |                         |                  |                         |
| 202 | 28           | "Cheers for Fears"                                                         | Sue Perrotto                    | Aliki Theofilopoulos Grafft, John Mathot & Kim Roberson                                                                                                 | 1 de novembro de 2013   | 415a             | 2.41                    |
| Candace relutantemente recorre a Phineas e Ferb para que criem um presente realmente especial a Jeremy, depois de ver que todas as suas ideias não lhe agradaram. Enquanto isso, Doofenshmirtz tenta usar seu Maior-Medo-Inator para tornar o pior medo das pessoas realidade, mas seu plano vira contra ele e agora deverá ficar cara a cara com seu maior medo. |              |                                                                            |                                 | |                         |                  |                         |
| 203 | 29           | "Steampunx"                                                                | Robert F. Hughes                | Bernie Petterson & Joshua Pruett | 15 de novembro de 2013  | 417a             | 1.70                    |
| Quando Phineas e Ferb descobrem uma moeda comemorativa da Feira Mundial de Danville de 1903, Lawrence narra os acontecimentos do festival a eles, em que os dispositivos movidos a vapor foram introduzidos e um conjunto de crianças, que eram muito parecidos com eles, estavam se preparando para o evento altamente antecipado. |              |                                                                            |                                 | |                         |                  |                         |
| 204 | 30           | "Just Our Luck"                                                            | Sue Perrotto                    | Aliki Theofilopoulos Grafft & John Mathot | 10 de janeiro de 2014   | 415b             | 1.75                    |
| Quando Candace é acidentalmente atingida pelo Stinkelkrampen-Inator de Doofenshmirtz (também conhecido como Boa Sorte-Inator), ela percebe que tem uma boa chance de flagrar Phineas e Ferb. |              |                                                                            |                                 | |                         |                  |                         |
| 205 | 31           | "Return Policy"                                                            | Sue Perrotto                    | Mike Bell & Patrick O'Connor | 24 de janeiro de 2014   | 416a             | 2.23                    |
| Phineas e Ferb montam um desafio extremo e Candace se encontra em uma situação que envolve esportes aquáticos extremos. Enquanto isso, Doofenshmirtz constrói um "Back-to-the-store-inator". |              |                                                                            |                                 | |                         |                  |                         |
| 206 | 32           | "Live and Let Drive"                                                       | Sue Perrotto                    | Eddie Pittman & J. G. Orrantia | 1 de março de 2014      | 424b             | 0.41                    |
| Doof acerta o favorito para ganhar o Grand Prix de Montevillebad com seu I-Don't-Care-inator para que ele tenha uma chance melhor de vencer a corrida. No entanto, ele se encontra correndo contra o agente P. Convidados especiais: Jeremy Clarkson, Richard Hammond, e James May como eles mesmos. |              |                                                                            |                                 | |                         |                  |                         |
| 207 | 33           | "Phineas and Ferb Save Summer"                                             | Robert F. Hughes & Sue Perrotto | J. G. Orrantia, Eddie Pittman, Aliki Theofilopoulos Grafft, Joshua Pruett, John Mathot, Mike Bell, Kyle Menke & Mike Diederich                          | 9 de junho de 2014      | 427/428          | 0.56                    |
| O mais recente Inator do Doof muda a maneira como a Terra se move, e cabe a Phineas e sua turma salvar o verão. |              |                                                                            |                                 | |                         |                  |                         |
| 208 | 34           | "Father's Day"                                                             | Sue Perrotto                    | Edward Rivera & Patrick O'Connor | 10 de junho de 2014     | 421b             | 0.41                    |
| Perry ajuda Doof a recuperar o antigo gnomo de seu pai. Enquanto isso, Phineas e Ferb ajudam seu pai no Dia dos Pais. |              |                                                                            |                                 | |                         |                  |                         |
| 209 | 35           | "Imperfect Storm"                                                          | Robert F. Hughes                | Bernie Petterson & Joshua Pruett | 11 de junho de 2014     | 416b             | 0.44                    |
| Phineas e Ferb testam pipas no parque depois de inventar um dispositivo de reforço de vento. Mamãe faz uma reforma no quintal e Candace acha que ela vai arrebentar os meninos. Enquanto isso, Doofenshmirtz constrói um Water-Zalewator para homenagear uma namorada que lhe deu uma cesta depois de tê-lo molhado com água. |              |                                                                            |                                 | |                         |                  |                         |
| 210 | 36           | "The Return of the Rogue Rabbit"                                           | Robert F. Hughes                | Michael B. Singleton & Mike Diederich | 16 de junho de 2014     | 424a             | 0.29                    |
| Doof ajuda o agente da O.S.U.S.B., Dennis o Coelho, escapar da prisão. Enquanto isso, Phineas e Ferb fazem algumas melhorias no show de marionetes das Fireside Girls. |              |                                                                            |                                 | |                         |                  |                         |
| 211 | 37           | "It's No Picnic"                                                           | Sue Perrotto                    | J. G. Orrantia & Eddie Pittman | 23 de junho de 2014     | 417b             | 0.48                    |
| Isabella planeja um piquenique improvisado para Phineas quando o resto da gangue tiver planos próprios. Enquanto isso, Doofenshmirtz usa um inator de teleporte para enviar sua filha para uma maratona de filmes. |              |                                                                            |                                 | |                         |                  |                         |
| 212 | 38           | "The Klimpaloon Ultimatum"                                                 | Sue Perrotto                    | Patrick O'Connor, Zac Moncrief, Edward Rivera & Mike Diederich                                                                                          | 7 de julho de 2014      | 420              | N/A                     |
| Phineas e sua turma ajudam Love Händel a provar a existência de Klimpaloon, o maiô mágico que mora nos Himalaias, para verificar se a canção "The Ballad of Klimpaloon" é legítima. |              |                                                                            |                                 | |                         |                  |                         |
| 213 | 39           | "Operation Crumb Cake"                                                     | Robert F. Hughes                | Kim Roberson & Mike Bell | 14 de julho de 2014     | 422a             | 0.48                    |
| Isabella involuntariamente admite seus sentimentos por Phineas em uma carta para que ela e as Garotas Companheiras tenham que pegar a carta antes que Phineas a leia. Enquanto isso, Doofenshmirtz inventa o inator de Unretrograde para ajudar a mudar seu infortúnio. |              |                                                                            |                                 | |                         |                  |                         |
| 214 | 40           | "Mandace"                                                                  | Sue Perrotto                    | Aliki Theofilopoulos Grafft & John Mathot | 14 de julho de 2014     | 422b             | 0.48                    |
| Candace é acidentalmente atingida pelo imitador-inator, que muda sua aparência para um entregador de pizza, mas usa essa aparência para ajudá-la a entender melhor os garotos. |              |                                                                            |                                 | |                         |                  |                         |
| 215 | 41           | "Phineas and Ferb: Star Wars"                                              | Robert F. Hughes & Sue Perrotto | Kyle Menke, John Mathot, Mike Bell, Mike Diederich, Michael B. Singleton, Edward Rivera, Patrick O'Connor, J. G. Orrantia & Eddie Pittman               | 26 de julho de 2014     | 433/434          | 2.48                    |
| Há muito tempo atrás, em uma galáxia muito, muito distante, Phineas e Ferb vivem felizes no verão de Tatooine, apenas à uma fazenda de umidade de Luke Skywalker. Eles se encontram dentro de uma rebelião mundial quando os planos de explodir a Estrela da Morte acidentalmente caem em suas mãos. Agora que o destino os colocou repentinamente em uma luta pela liberdade, eles devem ir em busca de um piloto que possa levá-los para os Rebeldes e entregar os planos. Para complicar, Candace, a irmã dos garotos, irá persegui-los por toda a galáxia para recuperar os planos da Estrela da Morte. Enquanto isso na Estrela da Morte, Dr. Darth Enshmirtz, um nível mais baixo de Darth, cria o "Sith-inator", que tem como fonte de energia a Força. Ele planeja usar a máquina contra a Aliança Rebelde. Agente P, trabalhando disfarçado para a Rebelião, é designado para impedi-lo, mas rapidamente fica preso em carbonita. A história toma um rumo surpreendente quando Ferb é acidentalmente atingido pelo inator de Dr. Darth Enshmirtz e torna-se um... Sith do mal. |              |                                                                            |                                 | |                         |                  |                         |
| 216 | 42           | "Lost in Danville"                                                         | Sue Perrotto                    | Eddie Pittman & J. G. Orrantia | 29 de setembro de 2014  | 425a             | 0.54                    |
| Phineas e Ferb tentam abrir uma cápsula que cai do céu. Enquanto isso, Doof é sequestrado por um cientista maligno chamado Professor Mystery e descobre que Peter o Panda é o inimigo do Professor Mystery. |              |                                                                            |                                 | |                         |                  |                         |
| 217 | 43           | "The Inator Method"                                                        | Sue Perrotto                    | Edward Rivera & Patrick O'Connor | 29 de setembro de 2014  | 425b             | 0.54                    |
| Doof ensina um seminário chamado "The-Inator Method". Enquanto isso, Phineas e Ferb organizam uma corrida interplanetária enquanto Candace tenta fazer suas tarefa ao mesmo tempo em que joga um RPG intitulado Ducky Momo's Golden Quest. |              |                                                                            |                                 | |                         |                  |                         |
| 218 | 44           | "Night of the Living Pharmacists"                                          | Sue Perrotto & Robert F. Hughes | Eddie Pittman, Kim Roberson, Bernie Petterson, Patrick O'Connor, J. G. Orrantia, Joshua Pruett, Edward Rivera, Aliki Theofilopoulos Grafft & Kyle Menke | 4 de outubro de 2014    | 430/431          | 2.34                    |
| Danville é invadido por uma miríade de duplicatas de Doofenshmirtz parecidas com zumbis. |              |                                                                            |                                 | |                         |                  |                         |
| 219 | 45           | "Tales from the Resistance: Back to the 2nd Dimension"                     | Robert F. Hughes                | Joshua Pruett, Mike Bell, Kyle Menke & Mike Diederich                                                                                                   | 25 de novembro de 2014  | 423              | N/A                     |
| Dois meses após os eventos de Phineas e Ferb O Filme: Através da 2.ª Dimensão, há uma nova ameaça na 2ª Dimensão e Phineas, Ferb, Candace, e a resistência deve trabalhar em conjunto para derrotar este mal |              |                                                                            |                                 | |                         |                  |                         |
| 220 | 46           | "Doof 101"                                                                 | Robert F. Hughes                | Kim Roberson, Zac Moncrief & Dan Povenmire | 27 de novembro de 2014  | 421a             | 0.24                    |
| O Dr. Doofenshmirtz é punido com o serviço comunitário por ser malvado e é forçado a ser professor de ciências na Danville High School. |              |                                                                            |                                 | |                         |                  |                         |
| 221 | 47           | "Act Your Age"                                                             | Robert F. Hughes                | Bernie Petterson & Kim Roberson | 9 de fevereiro de 2015  | 426              | 0.71                    |
| Dez anos depois das férias de verão, Phineas está tomando uma decisão sobre qual faculdade frequentar quando de repente ele recebe notícias sobre Isabella. Enquanto isso, Doof sofre uma crise de meia idade. |              |                                                                            |                                 | |                         |                  |                         |
| 222 | 48           | "Last Day of Summer"                                                       | Sue Perrotto & Robert F. Hughes | Aliki Theofilopoulos, Bernie Petterson, Calvin Suggs, John Mathot, Joshua Pruett, Kaz, Kim Roberson & Mike Diederich                                    | 12 de junho de 2015     | 436/437          | 2.95                    |
| O último dia de verão se aproxima, e Candace tem uma última chance de acabar com Phineas e Ferb mais uma vez. Ela é rapidamente frustrada, mas é apresentada uma oportunidade para refazer o dia em que ela solta o Do Over Inator, do Dr. Doofenshmirtz. |              |                                                                            |                                 | |                         |                  |                         |